# Bellefontaine, Martinique
Bellefontaine là một xã thuộc tỉnh Martinique nước Pháp. Xã này có diện tích 11,89 km2. Dân số theo điều tra năm 2007 của INSEE là 1530 người.